# Faílde
Faílde ist ein Ort und eine ehemalige Gemeinde (Freguesia) im portugiesischen Kreis Bragança. Die Gemeinde hatte 150 Einwohner (Stand 30. Juni 2011).
Am 29. September 2013 wurden die Gemeinden Faílde und Parada zur neuen Gemeinde União das Freguesias de Parada e Faílde zusammengeschlossen.